# Băluța, Mehedinți
Băluța este un sat în comuna Ponoarele din județul Mehedinți, Oltenia, România.